# Emmanuel Simon
Emmanuel Simon (25 dicembre 1992) è un calciatore papuano, centrocampista del Hekari United.

## Carriera

### Club
Ha sempre giocato nel campionato di casa.
In carriera ha totalizzato complessivamente 18 presenze e 5 reti in OFC Champions League.

### Nazionale
Partecipa alla Coppa delle nazioni oceaniane 2016 con la propria nazionale, arrendendosi solo alla Nuova Zelanda in finale.
Tra il 2014 ed il 2019 ha totalizzato complessivamente 17 presenze e 4 reti in nazionale.